# Gerbera bonatiana
Gerbera bonatiana là một loài thực vật có hoa trong họ Cúc. Loài này được (Beauverd) Beauverd mô tả khoa học đầu tiên năm 1913.